# سيدني فريدي
سيدني فريدي (بالألمانية: Sidney Friede) هو لاعب كرة قدم ألماني في مركز الوسط، ولد في 12 أبريل 1998 في برلين في ألمانيا. لعب مع Hertha BSC II ‏.

## وصلات خارجية
- سيدني فريدي على موقع قاعدة بيانات كرة القدم.إي يو (الإنجليزية)
- سيدني فريدي على موقع عالم كرة القدم.نت (الإنجليزية)